# Phượng Tuyền
Phượng Tuyền (chữ Hán giản thể: 凤泉区, Hán Việt: Phượng Tuyền khu) là một quận của địa cấp thị Tân Hương (新乡市), tỉnh Hà Nam, Cộng hòa Nhân dân Trung Hoa. Hồng Kỳ có diện tích 115 km2, dân số năm 2002 là 130.000 người. Mã số bưu chính của Hồng Kỳ là 453011, quận lỵ tại đường Khu Phủ.
Hồng Kỳ được chia thành các đơn vị hành chính gồm 2 nhai đạo: Bảo Sơn Đông Lộ và Hoà Bảo Tây Lộ, 1 trấn Đại Khối.